# Hans von Wodtke
Hans von Wodtke (* 9. August 1922; † 8. September 2014) war ein deutscher Handballspieler und Trainer.

## Werdegang
Hans von Wodtke entstammte einem pommerschen Adelsgeschlecht. In den 1950er Jahren trat er in Bayern dem Handballsportverein Postsportverein München bei. Wegen seiner guten Leistungen wurde er in die nach dem Zweiten Weltkrieg neu aufgestellte deutsche Handballnationalmannschaft berufen, in der er 1951 im ersten Spiel einer deutschen Feldhandballnationalmannschaft nach dem Krieg mitwirkte. Mit dieser Mannschaft absolvierte er am 21. Januar 1951 gegen Österreich sein erstes und letztes Nationalmannschaftsspiel als aktiver Spieler und Trainer.
Hauptsächlich war er Trainer der Frauenmannschaft des PSV, die er 1950 zur Deutschen Frauenmeisterschaft im Feldhandball führte.
Für diesen Erfolg wurden ihm und der Frauenmeistermannschaft am 1. Dezember 1950 von Bundespräsident Theodor Heuß das Silberne Lorbeerblatt verliehen.